# Guatire
Guatire ist eine venezolanische Stadt im Bundesstaat Miranda. Sie zählt 200.417 Einwohner.

## Geschichte

### Entstehung und Kolonialzeit
Es gibt kein festes Datum für die Gründung Guatires, denn es entstand langsam aus den Siedlungen von Bauern, Sklaven und Tagelöhnern, die in den Haziendas arbeiteten, die viele Spanier im Gebiet errichteten. Im Jahr 1680 wurde die Parroquia von der Santa Cruz del Valle de Pacairigua gegründet. Im Jahr 1768 schenkte eine Landbesitzerin, Margarita de Alvarenga, ein Grundstück, um eine Kirche und Priesterhaus zu bauen. Die Hauptkirche und der Platz Plaza 24 de Julio befinden sich jetzt dort. Während der Kolonialzeit und bis 1874 wurde Guatire von Guarenas aus verwaltet.
Mitte des 18. Jahrhunderts schlossen sich viele Einwohner Guatires dem Aufstand von Juan Francisco de León gegen das Monopol des Guipuzcoana-Handelshauses an.

## Infrastruktur
Das Gefängniskomplex El Rodeo befindet sich in der Nähe.

## Persönlichkeiten
- Feliciano González Ascanio (1921–1986), römisch-katholischer Geistlicher, Bischof von Maracay